# Love Island (Magyarország)
Ha az első évadról szeretnél többet tudni, lásd: Love Island 2019
A Love Island (magyarul: Szerelem Sziget) egy párkereső valóságshow, amely az RTL Klub csatornáján látható. A műsor magyar verziója követi az eredeti brit Love Island című show-műsorban alkalmazott szabályrendszert. A szerelmet megtalálni vágyók több héten át egy egzotikus helyszínen kapnak lehetőséget arra, hogy ráleljenek életük párjára és közösen elvigyék a 20 millió forintos nyereményt, amivel akár meg is alapozhatják közös jövőjüket. A külföldi szériákban már nem egy szerelmi sikertörténetet követhettek végig a nézők; voltak olyanok, akik megtalálták az igazit és összeházasodtak, másoknak pedig már gyermeke is született. A cél a szerelem és az élethosszig tartó boldogság megtalálása.

## Évadok
Az első évad 2019. szeptember 1-jén kezdődött 21:05-kor az RTL Klubon, amelyben az első párkeresőkkel ismerkedhetnek meg a nézők. A különböző epizódokat Ciprus szigetén rögzítik, egy egzotikus helyszínen. A párkereső show-val párhuzamosan futó Love Story a Love Islanddel kapcsolatos érdekességekről számol be, amely az RTL Most oldalán lehet követni, a főműsor elő epizódja előtti naptól, 2019. augusztus 31-től.
| Évad      | Kezdet              | Finálé            | Párkeresők | Győztes         | Nyeremény     | Epizódok | Műsorvezető     |
| --------- | ------------------- | ----------------- | ---------- | --------------- | ------------- | -------- | --------------- |
| Első évad | 2019. szeptember 1. | 2019. október 13. | 29         | Zsófi és Tícián | 20 000 000 Ft | 43       | Kamarás Norbert |